# Праисторијске сојенице око Алпа
Праисторијске сојенице око Алпа представљају важан аспект праисторијског живота и културе у региону Алпа. Ова област, која обухвата географску зону Алпа и њихове ободне регионе, била је дом великог броја праисторијских култура и заједница током дугог периода праисторије. Oбухватају различите периоде праисторије, укључујући палеолит, неолит и бронзано доба. У овом региону су пронађени бројни археолошки налази који сведоче о присуству раног људског насељавања и различитих облика културне активности. У 2011. години, 111 локација које се налазе различито у Швајцарској (56), Италији (19), Немачкој (18), Француској (11), Аустрији (5) и Словенији (2) додато је на Унескову листу светске баштине. У Словенији су то била прва места светске баштине која су уврштена на листу због своје културне вредности.
Ископавања спроведена на неким локацијама дала су доказе о праисторијском животу и начину на који су заједнице комуницирале са својим окружењем током неолита и бронзаног доба у алпској Европи. Ова насеља представљају јединствену групу изузетно добро очуваних и културно богатих археолошких локалитета, који представљају један од најважнијих извора за проучавање раних аграрних друштава у региону.
У палеолиту, регион Алпа био је дом заједницама раних хоминида, као и каснијих хомо сапиенса. Остаци камених алатки, рудимања и објеката налазе се у различитим деловима Алпа, што указује на разнообразне начине живота и приступе овим раним заједницама. Неолитски период донео је са собом развој насеља и пољопривреде у овом региону. Села и насеља развијала су се у подножју Алпа, а пољопривреда и сточарство постали су важни делови економије. Ово период карактеришу налази керамике, камених оруђа и домаћих животиња, који сведоче о напредовању у технологији и начинима живота. У бронзаном добу, Алпи су били место заједница које су развијале напредне културе и вештине. Током овог периода, рударство и металургија постали су важни, а остаци насеља, гробнице и објекти од метала су пронађени на различитим локацијама.

## Конструкција
Праисторијске сојенице су изградили рани људи да би обезбедили контролисано окружење за узгој усева. Ове структуре су користиле природне елементе, као што су сунчева светлост, топлота и угљен-диоксид, да заробе и задрже топлоту, стварајући повољно окружење за раст биљака. Стакленици су обично изграђени од природних материјала, као што су камење, штапови и животињске коже, и стратешки су постављени на странама долина или на сунчаним локацијама.
Изградња праисторијских сојеница била је сложена и подразумевала је пажљиво планирање и извођење. Структуре су дизајниране да хватају и задржавају топлоту од сунца, одржавајући унутрашњу температуру вишом од спољашње. То је постигнуто коришћењем дебелих камених зидова, који су током дана упијали и задржавали топлоту, а затим је ноћу полако ослобађали. Поред тога, стакленици су често били опремљени отворима за вентилацију или отворима за регулисање протока ваздуха и одржавање оптималног нивоа влажности.

## Економија и трговина
Трговина је била од изузетног значаја за праисторијске заједнице око Алпа. Регион је био погодан за трговину због своје географске позиције и различитих ресурса који су били доступни. Заједнице су трговале различитим робама као што су метали, камење, керамика, рудници и дрвени материјали. Прелазак преко Алпа играо је кључну улогу у трговини и размени робе. Праисторијске трговачке руте и путеви преко планина омогућили су заједницама да размене ресурсе и производе са другим заједницама у околним регионима. Поред трговине, праисторијске заједнице око Алпа бавиле су се различитим економским активностима као што су пољопривреда, сточарство, рударство и рукотворине. Ове активности су биле кључне за опстанак и процветање заједница у региону. Археолошки налази као што су остаци рудника, алати за трговину, керамика и други предмети сведоче о значају трговине и економских активности у праисторијским сојеницама око Алпа.

## Локација
Праисторијске сојенице око Алпа обухватају широк период и различите културе које су настајале на том подручју пре и за време неолита и бронзаног доба. Неке од најзначајнијих праисторијских култура које су живеле у овим регионима укључују:
1. Старчевачка култура: Насељавала је подручје данашње Словеније, северне Италије и западне Хрватске у периоду од 5. до 4. миленијума пре нове ере. Карактеристични су за ову културу керамика са спиралним украсима и гребени најчешће израђени од кости.
2. Баденска култура: Живела је на подручју дaнaшње Аустрије, Швајцарске, јужне Немачке и деловима северне Италије у периоду од 3600. до 2800. п. н. е. Ова култура је позната по својим гребенима, посебно од косе или биљних материјала, као и керамиком са карактеристичним украсима.
3. Унетичка култура: Јавља се на подручју данашње Аустрије, југозападне Чешке, северне Италије и неких делова Немачке у периоду од 2300. до 1600. п. н. е. Карактеристични су за ову културу бакарни алати и накит, као и керамика са украсима у виду зигзага и спирала.
4. Бронзанодобаске културе: У бронзаном добу, различите културе настају у региону Алпа. Неке од најзначајнијих укључују Урненфилдску културу, Латенску културу и Халштатску културу.